# Blas Zambrano
Blas Zambrano   (Segura de León, 12 de febrer de 1874 - Barcelona, 29 d'octubre de 1938) va ser un mestre i pedagog espanyol, pare de la filòsofa María Zambrano i amic d'Antonio Machado, amb qui va compartir la fundació i el manteniment de la Universitat Popular Segoviana.

## Biografia
Blas José Zambrano García de Carabante va néixer el 1874 a Segura de León (Badajoz). Fill d'un mestre, Diego Zambrano en el conjunt d'una família burgesa d'Huelva (els seu avi patern va ser metge i el seu avi matern propietari).
Col·locats com a mossos de botiga d'apotecari, Blas i el seu germà gran van iniciar els seus estudis a Sevilla; ell va entrar a l'Escola de Magisteri i el seu germà a Filosofia.
Amb tot just disset anys d'edat va aconseguir el títol de mestre elemental, començant a exercir com a auxiliar a Alájar, el seu poble matern, el 1892, on va romandre fins al 1898; en aquests anys va ampliar la seva carrera amb el títol de mestre superior, el 1896.
Seguint el seu germà, es va traslladar a finals de 1898 a Granada. En aquesta ciutat va començar la seva activitat com a articulista al diari La Publicidad, que va ampliar després a El Heraldo Granadino.
El 1900, va posar en marxa dos projectes paral·lels, la fundació de l'associació obrera La Obra, i l'edició del diari X, l'editorial del qual del seu primer número incloïa paràgrafs com aquest:
| « | No fem servir careta, ni ho som de ningú. Hem exposat les nostres idees a diferents publicacions; i desitjant consagrar-nos amb més assiduïtat al seu cultiu, tractem d'agrupar tots aquells que siguin amics del poble i no temin demostrar-ho. Els nostres noms valen molt poc, però l'obra que emprenem val molt. Per això demanem llums a qui en tingui, a més, bona voluntat de prestar-les. | » |

Després de cinc mesos d'existència i diverses campanyes furibundes del diari integrista El Triunfo, Zambrano va anunciar el tancament del bisetmanari. No obstant això, en una carta publicada per El Heraldo Granadino el 16 de maig de 1900, va deixar escrit el seu desafiament: «Però consti que estic on vaig ser. Enemic encara que insignificant era i enemic continuo sent de la teocràcia, del capitalisme, del militarisme, de la monarquia, de totes les mentides convencionals que porten malmesa, desnaturalitzada, corrompuda a la pobra humanitat».
A Granada, Zambrano es va iniciar a la maçoneria com a Orador Adjunt a la Lògia Numantinos nº 283. També va conèixer Araceli Alarcón Delgado, mestra com ell; junts es van traslladar el 1901 a Vélez-Màlaga, en guanyar plaça tots dos a l'escola superior d'aquesta localitat. Allí es va casar amb Araceli, natural de Bentarique (Almeria), i allà va néixer la seva primera filla, María Zambrano Alarcón, el 22 d'abril de 1904. L'estada del matrimoni a la capital de La Axarquía va transcórrer pel que sembla sense cap altre al·licient que el desig de sortir-ne. Dos anys després, Araceli va aconseguir plaça a Madrid, però a Blas no se la concedirien fins a dos anys i mig més tard, ja a la tardor de 1908, al Reial Col·legi d'Orfes i Pensionistes. No li devia agradar gaire aquest destí, ja que als cinc mesos va sol·licitar «se li adjudiqui per sorteig una escola, classe, grau i categoria de què exercia».

### Segòvia 1909-1926
Blas Zambrano va ser, almenys cronològicament, un home de la generació del 98, nou anys més gran que Ortega y Gasset i deu més jove que Miguel de Unamuno, i gairebé de la mateixa edat que Ramiro de Maeztu, Antonio Machado i Pío Baroja
Així, el 1909, després del seu pas per Madrid, Zambrano primer i poc després la seva família es van establir a Segòvia, ciutat castellana on naixeria la seva segona filla, Araceli, el 21 d'abril del 1911. A Segòvia, Blas es va incorporar a la tasca docent com a Regent de l'Escola de Pràctiques, annexa a l'Institut General i Tècnic, primer, i després a la Normal de Mestres, fins al tancament el 1924.
Els tres lustres llargs passat a Segòvia van ser exemple de la incansable activitat pedagògica i sociocultural del professor Zambrano. Va ajudar força la fructífera relació humana mantinguda amb personatges com Antonio Machado, el també professor Mariano Quintanilla y Romero, el poeta Juan José Llovet, el metge i catedràtic d'institut Agustín Moreno o l'escultor Emiliano Barral López, tots contertulis al conciliabulum que cada tarda solia reunir-se al taller del ceramista Fernando Arranz. Amb ells i altres, es va posar en marxa la Universitat Popular Segoviana, que romandria viva i activa entre 1919 i 1937. Amb ells va crear també la delegació segoviana de la Lliga dels Drets de l'Home, fundada a París el 1897, que va presidir Antonio Machado, i el manifest del qual van signar el 4 de març de 1922.
Segòvia també va ser escenari d'episodis difícils per a Blas Zambrano. Durant l'estiu del 1923, el professor va prohibir a la seva filla Maria (de dinou anys d'edat) que prosseguís la relació amorosa amb el seu cosí Miguel Pizarro, fet que va provocar la sortida d'Espanya de Pizarro i la separació definitiva de la parella. Un altre mal tràngol va ser el fracàs polític com a president de l'Agrupació Socialista de Segòvia.
Un nou trasllat va portar la família Zambrano a Madrid a finals del 1926. A la capital espanyola, el professor va entrar a poc a poc en un període de silenci voluntari. Els anys que podrien haver estat de glòria gairebé van arribar a ser anys d'oblit. Tot i això, va participar en conferències i va publicar alguns articles al voltant de l'educació i els esquemes filosòfics, coincidint amb la seva filla Maria en les activitats de l'Ateneu de Madrid.

### La Guerra civil espanyola
Amb l'esclat de la Guerra civil espanyola, la família Zambrano es va traslladar a Barcelona. Des d'allà va sol·licitar la seva jubilació el 1937 que li va ser denegada l'octubre d'aquell any, i no va poder aconseguir fins al juny del 1938 i que en va poder gaudir poc.
Blas Zambrano va morir a casa seva a la Diagonal, número 600, el 29 d'octubre del 1938, a les 9 del matí i quan tenia 64 anys d'edat. Antonio Machado, a l'obituari que va publicar a Hora de España, recorda especialment el somriure del seu amic, un somriure «infantil, que jo interpretava com a expressió d'una infantilitat desitjosa i esperançada de bé», i conclou Machado: «Se'n va anar però no se'ns va anar, vull dir que alguna cosa seva, molt seva, inconfusiblement seva ha quedat vibrant en els nostres cors. A aquesta cosa inconfusible i, per això mateix, indefinible, anomeno jo, per entendre'm, el somriure del senyor Blas». A la làpida de la tomba que ja no es conserva figurava, amb senzillesa, l'ofici del seu habitants: «Mestre».
La seva vídua, i les seves dues filles van partir cap a l'exili creuant la frontera amb França el 28 de gener de 1939. Tant Blas Zambrano com Araceli, la seva esposa, també mestra, van ser depurats el febrer de 1940 (amb la frase que tanca l'informe de l'agent 314: «suposem que per descomptat eren comunistes») i suspesos de sou i feina, en el cas d'ell «post mortem».

## Obra
Blas Zambrano va ser autor d'almenys quatre manuals pedagògics, dels quals només veuria publicat un Tractat elemental de Llengua Castellana. També va signar diversos articles i altres escrits, molts d'ells inèdits fins al 1998 (entre els quals destaquen els tres Diàlegs escrits el 1930).

## Reconeixements
- El bust de l'escultor i amic Emiliano Barral, amb la llegenda «L'arquitecte de l'Aqüeducte», exposat al pati de la Diputació Provincial de Segòvia.

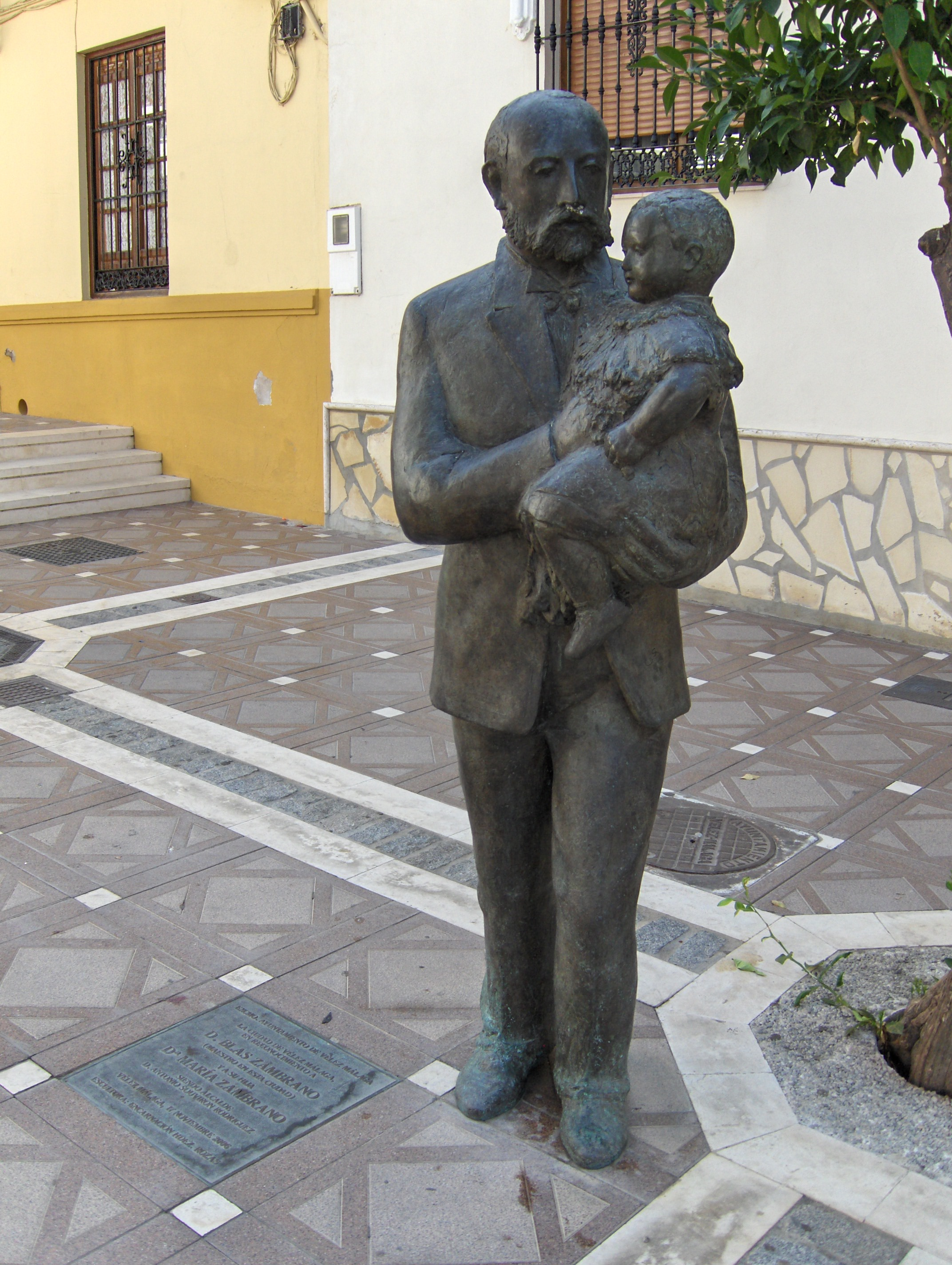
Estàtua de Blas Zambrano i la seva filla María als carrers de Vélez-Màlaga.

- Una estàtua als carrers de Vélez-Màlaga reproduint una fotografia amb Blas i la seva filla María en aquesta localitat andalusa, on hi ha el Museu i la Fundació María Zambrano.